# Giaura multipunctata
Giaura multipunctata är en fjärilsart som beskrevs av Swinhoe 1919. Giaura multipunctata ingår i släktet Giaura och familjen trågspinnare. Inga underarter finns listade i Catalogue of Life.